# Spermacoce buchneri
Spermacoce buchneri là một loài thực vật có hoa trong họ Thiến thảo. Loài này được (K.Schum.) Govaerts miêu tả khoa học đầu tiên năm 1996.